# Річард Ігбайнегу
Річард Ігбайнегу (англ. Richard Igbineghu; 15 жовтня 1973, Ібадан) — іспанський професійний боксер нігерійського походження, який виступав на професійному рингу під ім'ям Річард Банго (англ. Richard Bango), призер Олімпійських ігор.

## Аматорська кар'єра
1991 року переміг на Всеафриканських іграх. На чемпіонаті світу 1991 програв у першому бою Свілену Русінову (Болгарія).
На Олімпійських іграх 1992 завоював срібну медаль.
- В 1/8 фіналу пройшов Ліаде Альхассана (Гана)
- У чвертьфіналі переміг Гітаса Юшкевичюса (Литва) — KO 2
- У півфіналі переміг Свілена Русінова (Болгарія) — 9-7
- У фіналі програв Роберто Баладо (Куба) — 2-13

На чемпіонаті світу 1993 програв у першому бою Євгену Білоусову (Росія).

## Професіональна кар'єра
1994 року перейшов до професійного боксу, але боксував дуже нерегулярно.
24 квітня 2004 року зустрівся в бою з Миколою Валуєвим (Росія) та програв технічним нокаутом у шостому раунді, що стало його першою поразкою у професійному боксі.
Другої поразки, також дострокової, він зазнав 3 березня 2006 року від олімпійського чемпіона 2004 року Олександра Повєткіна (Росія), після чого завершив кар'єру.